# الحداد المهدوي
أبو الحسن علي بن محمد بن ثابت الخولاني (المتوفى: بعد 485هـ)  المعروف بالحداد المهدوي لأنه ينسب إلى المهدية في تونس، كان من القراء المعروفين، وكان شاعرا، وصل إلينا من شعره:

## مؤلفات
- الإشارة في النحو: مقدمة في علم النحو له عليها شرح
- حصر حرف الظاء: حصر فيه الكلمات التي فيها حرف الظاء[2]
- المفيد في معرفة التحقيق والتجويد: نقل عنه السيوطي في (الأشباه والنظائر)